# Saxelbye
Saxelbye – wieś w Anglii, w hrabstwie Leicestershire, w dystrykcie Melton. Leży 44 km na południowy wschód od miasta Leicester i 110 km na północ od Londynu.